# Abas (Gefährte des Diomedes)
Abas (altgriechisch Ἄβας Ábas) ist eine Gestalt der griechischen Mythologie.
In den Metamorphosen des Ovid wird Abas als einer der Gefährten des Diomedes dargestellt. Nach seiner Rückkehr aus Troja hatte Diomedes sein Königreich Argos verlassen müssen und war mit seinen Getreuen, darunter Abas, nach Italien gesegelt. Er war aber weiterhin dem Zorn Aphrodites ausgesetzt, da er sie einst vor Troja verwundet hatte. Weil Diomedes’ Gefährte Akmon die Macht der Göttin bezweifelte, ihnen noch Schlimmeres antun zu können, wurden er, Abas und weitere Getreuen des Diomedes von  Aphrodite in schwanenähnliche Vögel verwandelt.